# Cánh đuôi

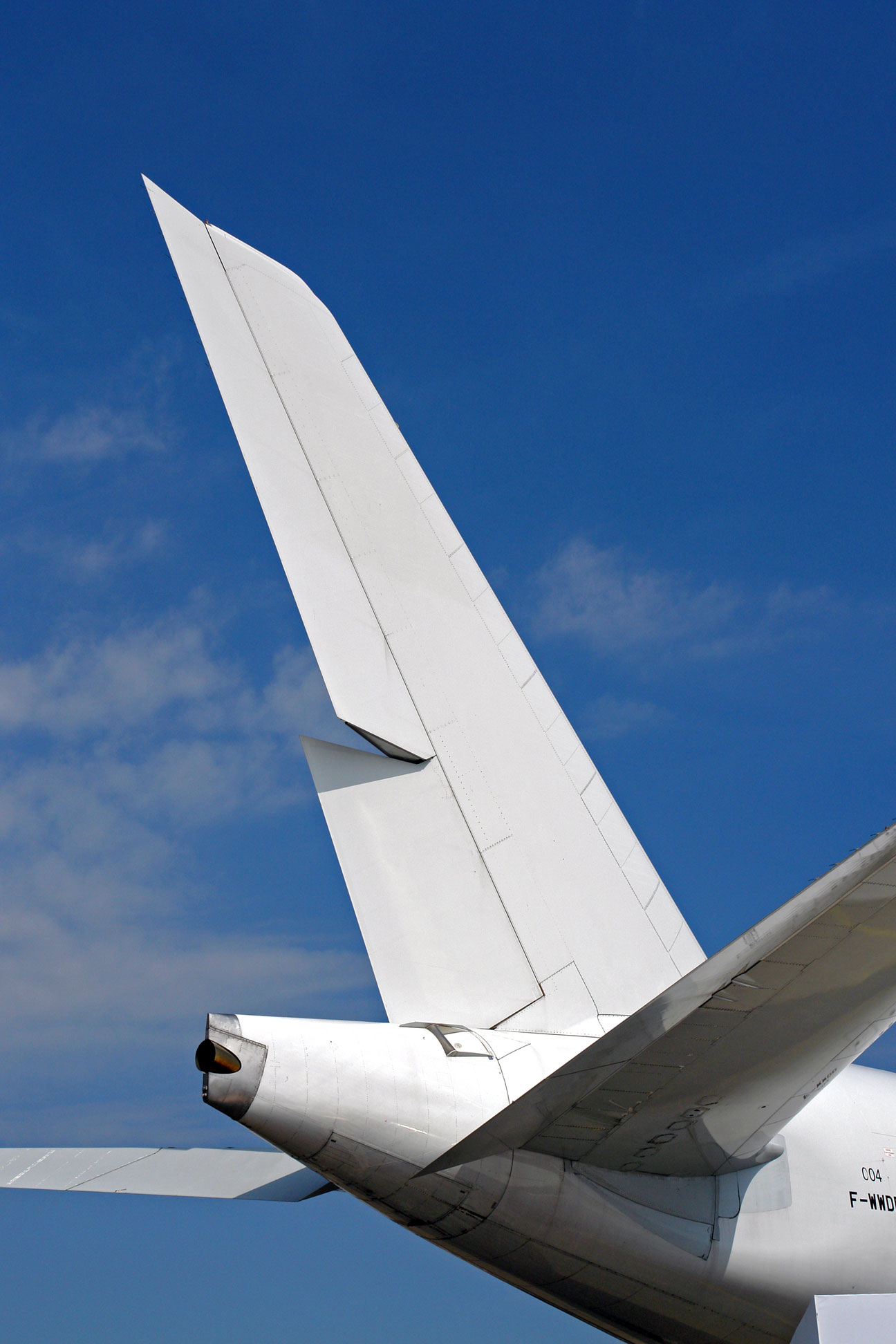
Cánh đuôi của Airbus A380 (phần cánh nằm ngang)

Cánh đuôi, cũng được biết như bộ phận thăng bằng của máy bay, nó là cánh nằm ngang nhỏ hơn cánh chính ở phía sau máy bay. Cánh đuôi có mặt nâng phụ ở phía sau cánh chính của một máy bay cánh cố định cũng như máy bay có cánh không cố định khác như trực thăng và máy bay lên thẳng. Tuy nhiên, không phải mọi máy bay có cánh cố định là có cánh đuôi, ví dụ như máy bay có cánh mũi thì không có cánh đuôi (ở loại máy bay này thì "cánh đuôi" được đặt ở phía trước), máy bay chỉ có cánh chính, và máy bay đuôi V ở loại máy bay này thì cánh đuôi và bánh lái được nhập lại thành một loại cánh gồm 2 cánh chéo nhau chữ V.

## Thăng bằng
Một máy bay cần phải có một sự cân bằng theo chiều dọc để bay. Có nghĩa là kết quả của mọi lực truyền trên máy bay không tạo mômen dọc về trọng tâm. Không có cánh đuôi, máy bay chỉ có sự kết hợp giữa trọng tâm và tốc độ. Cánh đuôi cung cấp một lực giữ thăng bằng để bảo toàn thăng bằng khi máy bay ở các tốc độ và trọng tâm khác nhau. Vì cánh đuôi được ở vị trí xa trọng tâm, nhưng một lực nâng nhỏ do nó gây ra cũng có thể phát sinh ra một mômen dọc lớn tại trọng tâm máy bay.

## Ổn định
Máy bay với một cánh có một sự chuyển động bình thường trong khi bay (sự ổn định theo chiều dọc). Có nghĩa là bất kỳ sự rối loạn nào (như một cơn lốc) sẽ nâng mũi máy bay lên - do mômen dọc được tạo ra có cường độ lớn, nó sẽ khiến mũi máy bay hướng lên trên. Với sự rối loạn này, sự có mặt của cánh đuôi tạo ra một mômen dọc khác kéo mũi chúc xuống, nó sẽ chống lại sự bất ổn định của cánh và làm máy bay được ổn định theo chiều dọc. Một máy bay ổn định có thể duy trì thao tác lái bằng tay và sẽ giữ được độ cao và đường bay.

## Điều khiển
Cánh đuôi máy bay có một tấm flap khớp với bản lề để tạo lực, nó cho phép phi công có thể kiểm soát được số lượng lực nâng được sinh ra bởi cánh đuôi. Nó tạo ra một mômen dọc để máy bay có thể lên hoặc xuống, điều này được sử dụng để điều khiển máy bay khi máy bay rẽ hướng. Trong một chuyến bay với tốc độ âm thanh, tuy nhiên, sóng xung kích được sinh bởi cánh đuôi sẽ tạo ra lực không có lợi (điều này được khám phá lần đầu tiên bởi Bell X-1; may mắn là dù cánh đuôi là loại cánh thiết kế thường, Bell Aircraft Corporation có một thiết bị để thay đổi góc đụng của đuôi máy bay; nó làm cho chương trình máy bay siêu âm tốn nhiều tiền và mất nhiều thời gian hơn để chế tạo máy bay, nguồn gốc của thiết bị này vẫn còn đang bàn cãi, một vài ý kiến cho rằng nó từ mẫu Miles M.52, và vì điều đó, máy bay siêu âm có một đuôi luôn chuyển động, để giữ tốc độ siêu âm. Trong khi về mặt kỹ thuật gọi cái đó là một "sự ổn định", đây là hình dạng thường được quy cho cánh đuôi luôn "chuyển động" hoặc "luôn bay".